# Distretto di Novotroïc'ke
Il distretto di Novotroïc'ke (in ucraino Новотроїцький район?) era un distretto (rajon) dell'Ucraina, situato nell'oblast' di Cherson. Il suo capoluogo era Novotroïc'ke.
È stato soppresso con la riforma amministrativa del 2020.